# Bad Freienwalde (Oder)
Bad Freienwalde település Németországban, azon belül Brandenburgban. Lakosainak száma 12 296 fő (2023. december 31.). Bad Freienwalde Liepe és Falkenberg (Mark) községekkel határos.

## Népesség
A település népességének változása:
| Lakosok száma | 12 788 | 12 406 | 12 268 | 12 231 | 12 360 | 12 296 |
|               | 2010   | 2015   | 2020   | 2021   | 2022   | 2023   |